# 内藤政長
内藤 政長（ないとう まさなが）は、戦国時代から江戸時代前期にかけての武将（大名）。上総佐貫藩主を経て陸奥磐城平藩主。延岡藩内藤家宗家初代。官位は従四位下、左馬助。

## 経歴
永禄11年（1568年）、内藤家長の長男として生まれる。天正12年（1584年）の小牧・長久手の戦いで初陣し、功績を挙げた。天正17年（1589年）、豊臣秀吉により豊臣姓を下賜された。
朝鮮出兵では肥前名護屋城に駐屯した。
慶長5年（1600年）、関ヶ原の戦いの前哨戦である伏見城攻防戦で父が鳥居元忠や松平家忠らとともに戦死したため、その跡を継ぐこととなった。関ヶ原の戦いで政長は下野宇都宮で上杉景勝の南下に備え、戦後に戦死した父並びに自身の功績を賞されて天羽郡において1万石の加増を受け、上総佐貫3万石を領した。
慶長19年（1614年）、大久保忠隣失脚により彼の孫娘を娶っていたことから安房館山藩の里見忠義が改易されると、本多忠朝（本多忠勝の子）と共に館山城の受取りの使者となる。この城受取りの総指揮官には政長が任命された。
同年、大坂冬の陣が始まると安房国の守衛と支配を任された。翌年の大坂夏の陣では、江戸城の留守居役を任された。それらの功績により戦後の同年、1万石を加増された。元和5年（1619年）には5000石を加増され、4万5000石を領する大名となった。元和6年（1620年）、筑後柳川藩の田中忠政が嗣子無くして没したため、田中家は改易となった。このとき、政長は城の受け取りを務めている。
元和8年（1622年）、陸奥磐城平7万石に加増移封された。また、寛永9年（1632年）には、肥後熊本藩の加藤忠広改易の際に再度城の受け取りを務めている。加藤家は大藩だけに家臣たちの抵抗が危惧されたが、政長の尽力によって無事受け取りを終えた。ただし、肥後に向かう途中、政長の船酔いによって急遽小倉藩に立ち寄ったため、予定外の上使到着に藩主・細川忠利は困惑した。江戸でこれを聞いた前藩主・細川忠興は、「左馬（政長）は豊臣秀吉の高麗陣に遇わないで良かった」と、皮肉をこめた書簡を忠利に送付している（『大日本近世資料』細川家史料、寛永9年6月29日および7月18日付細川忠興書簡）。
寛永11年（1634年）10月17日、67歳で死去した。跡を長男の忠興が継いだ。
父のために菩提寺である善昌寺を創建し、岩城の治世期に七浜海岸に立てたという道山林という防風林がある。

## 備考
- 政長は娘の1人を会津藩蒲生家の重臣で三春城3万石を与えられていた蒲生郷喜に娘を嫁がせていた。その後、蒲生家は伊予松山藩24万石に減封（それに伴い郷喜も8千石に減封）され、反対に内藤家は7万石に加増された。ところが、幕命によって政長の七女を松山藩主の蒲生忠知に嫁がせることになった。内藤家にとっては直接関係のない話であるが、蒲生家にとっては家臣が主君の義理の兄になる事態になって家臣の間における政治的なバランスが崩れてしまい、これに反感を抱いた反郷喜派による郷喜排除の企てが松山藩の御家騒動に発展することになった（寛永蒲生騒動）[6]。

## 系譜
父母
- 内藤家長（父）
- 松平忠長の娘（母）

正室
- 三宅康貞の娘

側室
- 唐橋氏

子女
- 内藤忠興（長男）生母は正室
- 内藤政次（次男）
- 内藤政重（三男）
- 内藤政晴（四男）生母は唐橋氏（側室）
- 蒲生郷喜室
- 土方雄重正室
- 西尾嘉教正室後に横山興知正室
- 平岡頼資継室
- 松子 - 三宅康盛正室
- 松平定房正室
- 娘（七女）正寿院 ー 蒲生忠知正室
- 菊姫 - 保科正之正室
- 伊東祐豊室
- 上田信直室
- 井上正勝室
- 加藤重次室